# Borkum

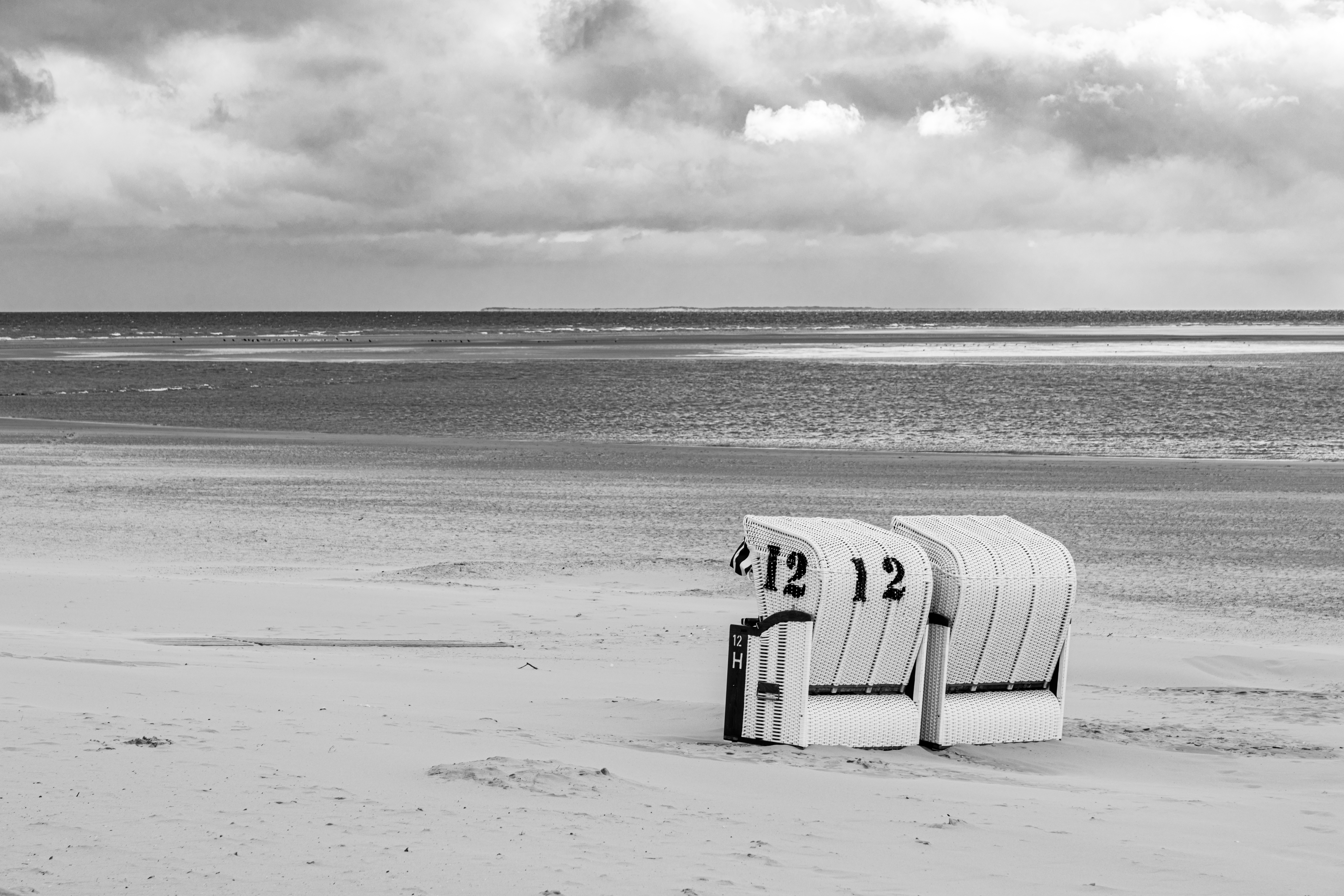
Chaises de plage sur la plage principale de Borkum. Octobre 2020.

Borkum est une île allemande de la mer du Nord, d'environ 31 km2. C'est la plus occidentale des Îles de la Frise-Orientale, à l'ouest de Juist. Son chef-lieu est la ville de Borkum. Elle appartient à l'arrondissement de Leer, dans le Land de Basse-Saxe.

## Environnement

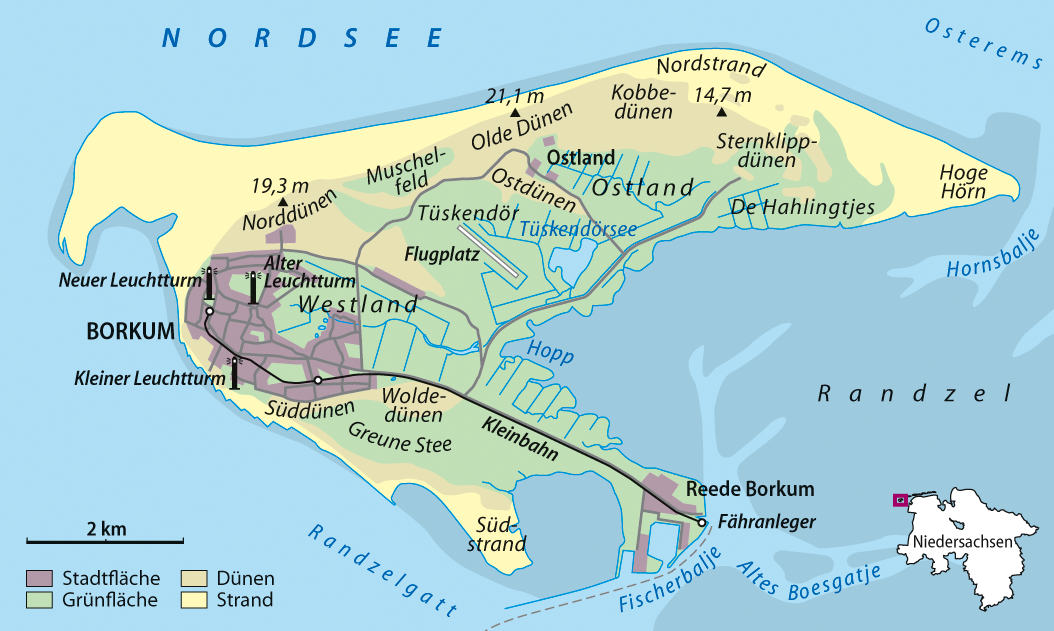
Carte de l'île de Borkum.

Borkum possède un aéroport (code AITA : BMK).
L'île abrite également le parc éolien de Riffgat, construit de 2011 à 2013, comprenant trente turbines. Des études menées sur les homards par l'Institut Alfred Wegener pour la recherche polaire et marine indiqueraient que les fermes éoliennes seraient un environnement favorable pour les homards et permettrait l'installation d'une riche biodiversité qui s'installerait au pied des turbines marines,.

## Historique
Bien avant l'arrivée des nazis au pouvoir en 1933, Borkum était connue pour son antisémitisme, interdisant la venue de touristes juifs sur l'île.
Les 19 et 20 décembre 1934, Wernher von Braun y lance deux prototypes baptisés Max et Moritz de la fusée A2 (Aggregat 2) dont le moteur développe une tonne de poussée. Elles atteignent l'altitude de 2 200 mètres. 
Borkum fut, durant la Seconde Guerre mondiale, une base d'hydravions mouilleurs de mines de la Luftwaffe. Elle fut attaquée, la première fois, par la RAF le 28 novembre 1939 et le fut régulièrement pendant toute la durée de la guerre.
En novembre 2024, la presse allemande révèle l'existence d'un festival local, le Klaasohm, ayant lieu tous les 5 décembre depuis le XVIIIe siècle. Ce « festival » autorise des groupes de jeunes hommes célibataires déguisés à « chasser » les femmes sur l'île et à les battre avec des cornes de vaches en toute impunité. Des témoignages de victimes font état de sévices corporels violents ; des mineures et des femmes enceintes font également partie des victimes. En réaction à la révélation de ces violences, diverses mesures sont prises pour que les femmes ne soient plus victimes de cette « tradition sexiste ».

## Jumelage
- Warffum (Pays-Bas) depuis 1989

| Carte de la Frise orientale. | situation de Borkum. |